# Mónica Naranjo

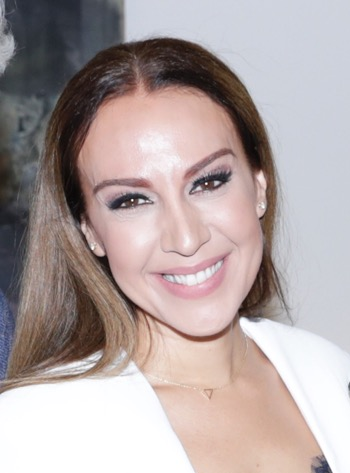
Mónica Naranjo, 2017

Mónica Naranjo Carrasco (geboren am 23. Mai 1974 in Figueres, Katalonien) ist eine spanische Sängerin und Songwriterin. Ihr Repertoire umfasst verschiedene Stilrichtungen und bewegt sich zwischen Dance-Pop, House, Latin Pop und Rock.
Mónica Naranjo ist vor allem in Spanien und Lateinamerika bekannt und wurde im Laufe ihrer Karriere mit zahlreichen Preisen wie den World Music Awards ausgezeichnet. Mit Stücken wie Desátame und Las Campanas del Amor aus ihrem Album Palabra de Mujer war sie Ende der 1990er Jahre in Mexiko und Spanien sehr populär und führte monatelang die Hitlisten an.
In den folgenden Jahren veröffentlichte sie weitere Alben und moderierte mehrere spanische Fernsehsendungen.
Naranjos Markenzeichen ist ihre markante und variable Stimme.

## Leben und Werdegang

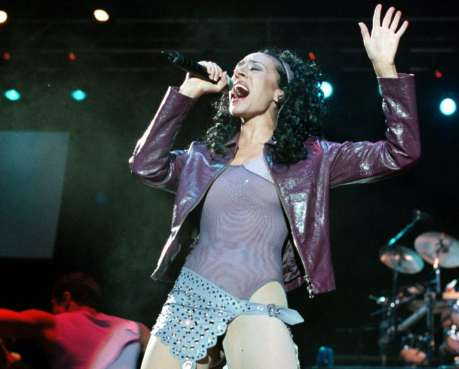
Mónica Naranjo während eines Auftritts 2009

Mónica Naranjo wurde am 23. Mai 1974 in Figueres (Provinz Girona) geboren. Ihr Vater Francisco Naranjo war Bauarbeiter, ihre Mutter Patricia Carrasco Hausfrau. Im Alter von 14 Jahren wurde sie von ihrer Mutter bei der örtlichen Gesangsschule angemeldet. Mit 18 Jahren wanderte sie nach Mexiko aus.

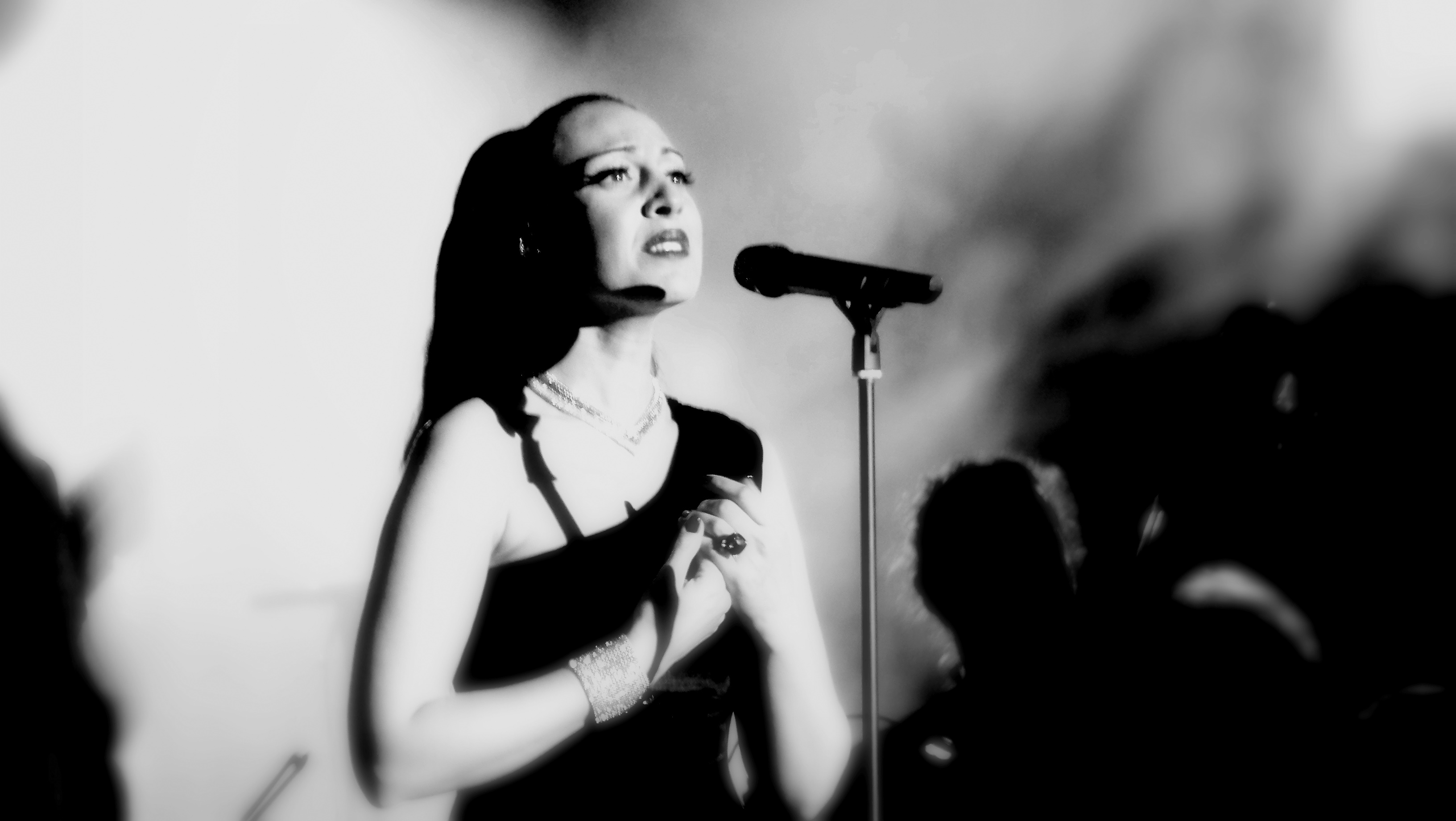
Mónica Naranjo am 11. Juni 2010

Zwischen 1998 und 2002 war sie mit dem spanischen Komponisten und Arrangeur Cristóbal Sansano verheiratet. 2003 lernte sie Óscar Tarruella kennen, der als Kriminalist für die katalanische Polizei arbeitete und einen Einbruch in ihrem Haus untersuchte, und heiratete ihn im selben Jahr. Die Ehe wurde 2018 geschieden.
1994 veröffentlichte Mónica Naranjo bei Sony ihr erstes, von Sansano produziertes Album. Das Debütalbum Monica Naranjo war vor allem in Mexiko erfolgreich und wurde in den US-Latin-Charts mit Platin ausgezeichnet. Einige Stücke wie El Amor Coloca, Sola und Sólo Se Vive una Vez kamen gut an und wurden auch als Singles veröffentlicht.
Noch erfolgreicher war sie 1997 mit ihrem Album Palabra de Mujer, das ebenfalls von Cristóbal Sansano produziert wurde. Mit Liedern wie Desátame und dem sehr eingängigen Hit Las Campanas del Amor führte es in Spanien und Mexiko 1997 monatelang die Hitlisten an und wurde mehrfach mit Platin ausgezeichnet.
Mit dem dritten Album Minage (2000) schlug sie einen anderen Weg ein und entfernte sich von der kommerziellen Popmusik. Es ist eine Hommage an die italienische Pop-Sängerin Mina und verkaufte sich über eine Million Mal. Bis auf Enamorado und If You Leave Me Now sind alle Stücke spanische Coverversionen der Lieder Minas.
Anders als in Minage wandte sich Naranjo in ihrem vierten Album Chicas Malas (2002) wieder dem Dance-Pop zu. Nach einer Pause von sieben Jahren brachte sie 2008 ihr nächstes Album Tarántula heraus, das für einige Zeit die spanischen Hitlisten anführte.
Weitere Alben waren unter anderem Lubna (2016), Madame Noir (2019), Renaissance (2020) und
Mimétika (2022).
Naranjo tritt auch als Moderatorin in spanischen Fernsehsendungen auf. So war sie 2017 in der Jury der Castingshow Operación Triunfo zu sehen und wirkte in der Reality-Show La isla de las tentaciones mit. 2019 leitete sie die Fernsehsendung Mónica y el sexo, in der sie auch über die Scheidung von Óscar Tarruella sprach.
Seit 2021 moderiert sie die bei Netflix ausgestrahlte Reality-Show Liebe lügt nicht (Love never lies). Am 19. Juli 2022 wurde Naranjo als Moderatorin des ESC-Vorentscheids Benidorm Fest 2023 bekanntgegeben.

## Diskografie

### Studioalben
| Jahr | Titel            | Höchstplatzierung, Gesamtwochen, AuszeichnungChartsChartplatzierungen (Jahr, Titel, Platzierungen, Wochen, Auszeichnungen, Anmerkungen) | Anmerkungen                                                            |
| Jahr | Titel            | ES | Anmerkungen                                                            |
| ---- | ---------------- | --- | ---------------------------------------------------------------------- |
| 1994 | Mónica Naranjo   | — | Erstveröffentlichung: 14. März 1994                                    |
| 1997 | Palabra de Mujer | ES90 ×10Zehnfachplatin · (2 Wo.)ES | Erstveröffentlichung: 27. Mai 1997 Charteinstieg ES: 2005              |
| 2000 | Minage           | ES22 ×3Dreifachplatin · (1 Wo.)ES | Erstveröffentlichung: 16. März 2000 Coveralbum, Charteinstieg ES: 2020 |
| 2001 | Chicas malas     | ES10 Platin · (1 Wo.)ES | Erstveröffentlichung: 26. Oktober 2001 Charteinstieg ES: 2021          |
| 2002 | Bad Girls        | — | Erstveröffentlichung: 11. November 2002                                |
| 2008 | Tarántula        | ES1 Platin · (35 Wo.)ES | Erstveröffentlichung: 22. April 2008                                   |
| 2016 | Lubna            | ES1 Gold · (53 Wo.)ES | Erstveröffentlichung: 29. Januar 2016                                  |
| 2019 | Renaissance      | ES1 (24 Wo.)ES | Erstveröffentlichung: 15. November 2019                                |
| 2022 | Mimétika         | ES2 (7 Wo.)ES | Erstveröffentlichung: 17. Juni 2022                                    |
| 2022 | Puro minage      | ES24 (1 Wo.)ES | Erstveröffentlichung: 4. Dezember 2022                                 |

grau schraffiert: keine Chartdaten aus diesem Jahr verfügbar

### Livealben
| Jahr | Titel  | Höchstplatzierung, Gesamtwochen, AuszeichnungChartsChartplatzierungen (Jahr, Titel, Platzierungen, Wochen, Auszeichnungen, Anmerkungen) | Anmerkungen                            |
| Jahr | Titel  | ES | Anmerkungen                            |
| ---- | ------ | --- | -------------------------------------- |
| 2009 | Stage  | ES1 (25 Wo.)ES | Erstveröffentlichung: 24. März 2009    |
| 2009 | Adagio | ES9 (26 Wo.)ES | Erstveröffentlichung: 1. Dezember 2009 |

### Kompilationen
| Jahr | Titel                     | Höchstplatzierung, Gesamtwochen, AuszeichnungChartsChartplatzierungen (Jahr, Titel, Platzierungen, Wochen, Auszeichnungen, Anmerkungen) | Anmerkungen                              |
| Jahr | Titel                     | ES | Anmerkungen                              |
| ---- | ------------------------- | --- | ---------------------------------------- |
| 2002 | Grandes Éxitos            | — | Erstveröffentlichung: 30. September 2002 |
| 2005 | Colección Privada         | ES3 (23 Wo.)ES | Erstveröffentlichung: 27. April 2005     |
| 2011 | La Más Perfecta Colección | — | Erstveröffentlichung: 6. Dezember 2011   |
| 2013 | Esencial                  | ES27 (12 Wo.)ES | Erstveröffentlichung: 11. Juni 2013      |
| 2014 | 4.0                       | ES1 (30 Wo.)ES | Erstveröffentlichung: 6. Mai 2014        |
| 2019 | Mes excentricitès Vol. 1  | ES1 (5 Wo.)ES | Erstveröffentlichung: 11. Oktober 2019   |
| 2020 | Mes excentricitès Vol. 2  | ES6 (3 Wo.)ES | Erstveröffentlichung: 26. Juni 2020      |

grau schraffiert: keine Chartdaten aus diesem Jahr verfügbar

### Singles
| Jahr | Titel Album                            | Höchstplatzierung, Gesamtwochen, AuszeichnungChartsChartplatzierungen (Jahr, Titel, Album, Platzierungen, Wochen, Auszeichnungen, Anmerkungen) | Anmerkungen                                                              |
| Jahr | Titel Album                            | ES | Anmerkungen                                                              |
| ---- | -------------------------------------- | --- | ------------------------------------------------------------------------ |
| 2000 | Sobreviviré Minage                     | ES1 Gold · (14 Wo.)ES |                                                                          |
| 2000 | If You Leave Me Now Minage             | ES1 (12 Wo.)ES |                                                                          |
| 2000 | Enamorada Minage                       | ES2 (9 Wo.)ES |                                                                          |
| 2001 | Chicas malas                           | ES3 (8 Wo.)ES |                                                                          |
| 2002 | Sacrificio Chicas malas                | ES3 (5 Wo.)ES |                                                                          |
| 2002 | No voy a llorar Chicas malas           | ES4 (5 Wo.)ES |                                                                          |
| 2002 | Ain’t It Better Like This Chicas malas | ES10 (7 Wo.)ES |                                                                          |
| 2005 | Enamorada de ti Colección Privada      | ES1 (17 Wo.)ES |                                                                          |
| 2008 | Europa Tarántula                       | ES1 (21 Wo.)ES | Erstveröffentlichung: 18. März 2008                                      |
| 2008 | Amor y lujo Tarántula                  | ES1 (21 Wo.)ES | Erstveröffentlichung: 22. Juli 2008                                      |
| 2011 | Dream Alive –                          | ES10 (1 Wo.)ES | Erstveröffentlichung: 13. Dezember 2011 Brian Cross feat. Monica Naranjo |
| 2012 | Make You Rock –                        | ES11 (2 Wo.)ES | Erstveröffentlichung: 10. Juli 2012                                      |
| 2013 | Hasta el fin –                         | ES24 (1 Wo.)ES | Erstveröffentlichung: 5. Juli 2013 mit Marta Sánchez & María Jose        |
| 2014 | Sólo se vive una vez Mónica Naranjo    | ES4 (5 Wo.)ES | Erstveröffentlichung: 1994                                               |
| 2014 | Torrente 5 – Operación Eurovegas –     | ES38 (1 Wo.)ES | Erstveröffentlichung: 11. September 2014                                 |
| 2015 | Jamás Lubna                            | ES52 (1 Wo.)ES |                                                                          |
| 2016 | Fin Lubna                              | ES61 (1 Wo.)ES |                                                                          |
| 2016 | Perdida Lubna                          | ES94 (1 Wo.)ES |                                                                          |

Weitere Singles
- 1997: Desátame (ES: Gold)
- 2020: Grande (mit Gloria Trevi, US: Gold (Latin))

### Videoalben
- 2005: Colección Privada (ES: Gold)

## Auszeichnungen für Musikverkäufe
| Goldene Schallplatte - Mexiko - 2000: für das Album Minage | Platin-Schallplatte - Vereinigte Staaten - 2000: für das Album Mónica Naranjo (Latin) - 2000: für das Album Palabra de Mujer (Latin) |

Anmerkung: Auszeichnungen in Ländern aus den Charttabellen bzw. Chartboxen sind in ebendiesen zu finden.
| Land/RegionAuszeichnungen für Musikverkäufe (Land/Region, Auszeichnungen, Verkäufe, Quellen) | Gold     | Platin       | Verkäufe  | Quellen                 |
| -------------------------------------------------------------------------------------------- | -------- | ------------ | --------- | ----------------------- |
| Mexiko (AMPROFON)                                                                            | Gold1    | —            | 75.000    | amprofon.com.mx         |
| Spanien (Promusicae)                                                                         | 4× Gold4 | 15× Platin15 | 1.570.000 | elportaldemusica.es ES2 |
| Vereinigte Staaten (RIAA)                                                                    | Gold1    | 2× Platin2   | 150.000   | riaa.com                |
| Insgesamt                                                                                    | 6× Gold6 | 17× Platin17 |           |                         |